# Wanda Lurie
Wanda Felicja Lurie z domu Podwysocka (ur. 23 maja 1911, zm. 21 maja 1989 w Warszawie) – polska pracownik służby zdrowia, nauczycielka i działaczka charytatywna. Świadek i ofiara rzezi Woli. Nazywana Polską Niobe.

## Życiorys

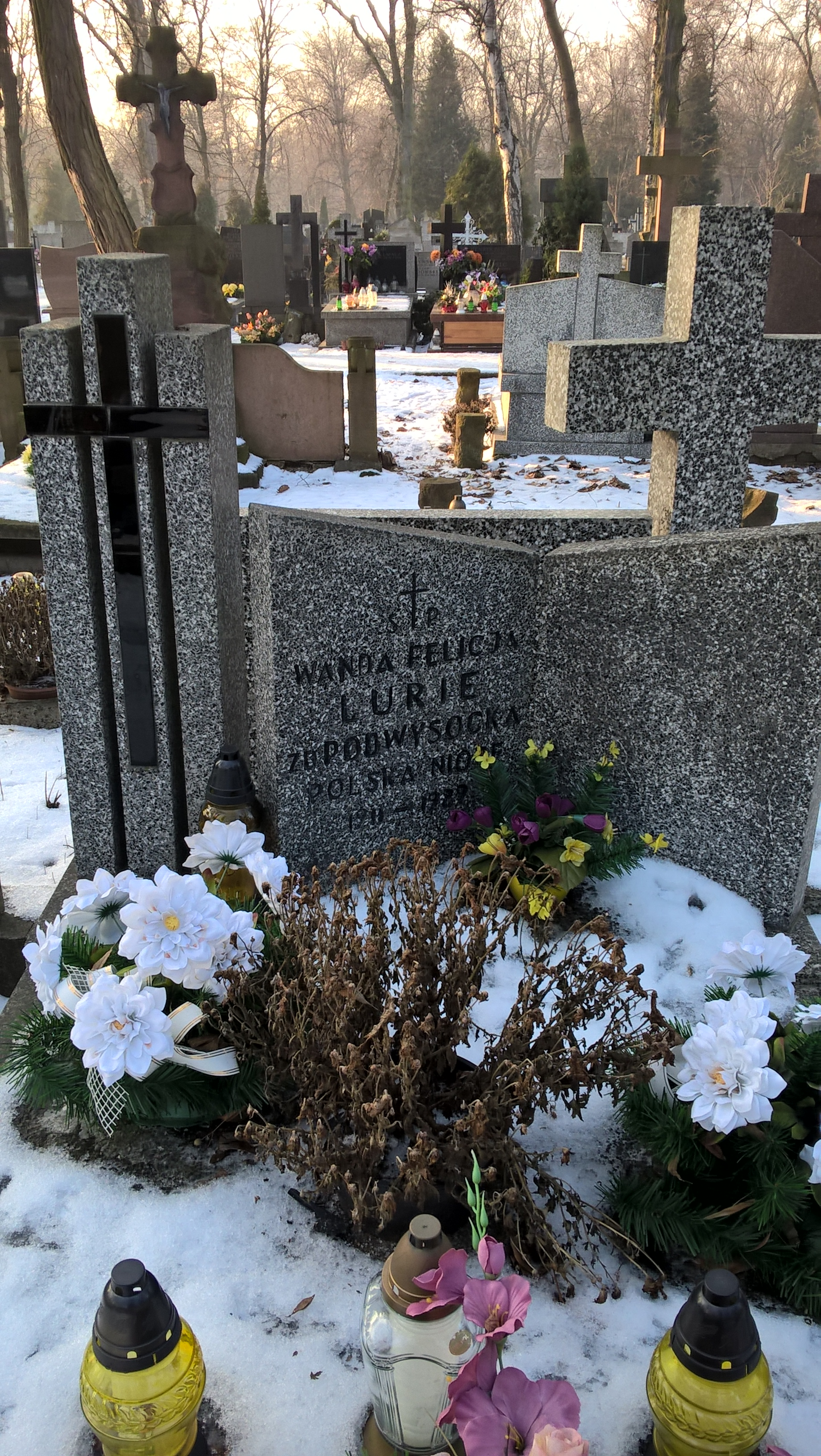
Grób Wandy Lurie na cmentarzu Bródnowskim w Warszawie (kw. 23A, rząd 3, grób 26)

Mieszkała wraz z rodziną (była żoną przemysłowca Bolesława Lurie) na warszawskiej Woli, w Kolonii Wawelberga. 
W czasie powstania warszawskiego, 5 sierpnia 1944, będąc w ósmym miesiącu ciąży, została wraz z trójką dzieci i setkami mieszkańców okolicznych domów zapędzona na teren fabryki „Ursus” przy ul. Wolskiej 55. Tam Niemcy i ich wschodni kolaboranci dokonali masowej zbrodni ludobójstwa, wśród zabitych była również trójka małych dzieci Wandy Lurie: Wiesław (27 kwietnia 1933, zm 5 sierpnia 1944), Ludmiła (ur. 29 września 1938, zm. 5 sierpnia 1944), Lech (ur. 8 stycznia 1941, zm. 5 sierpnia 1944). Ona sama ciężko ranna w twarz i nogi przeleżała dwa dni pod stosem zabitych. Po wydostaniu się na ulicę ponownie została pojmana i zapędzona do kościoła św. Stanisława Biskupa, gdzie znajdował się obóz przejściowy. Stamtąd przewieziono ją do obozu w Pruszkowie. 20 sierpnia 1944 urodziła syna Mścisława, który przeżył wojnę, zmarł 22 czerwca 2018 roku.
Po zakończeniu wojny zeznawała jako świadek przed Okręgową Komisją Badania Zbrodni Niemieckich w Warszawie.
Została pochowana na cmentarzu Bródnowskim (kwatera 23A-3-26).

## Upamiętnienie
- W kwietniu 2005 imię Wandy Lurie nadano skwerowi znajdującemu się w rejonie ulic Działdowskiej i Wawelberga na Woli[7].